# La caverne
La caverne ist eine Oper (Originalbezeichnung: „comédie mise en musique“) in drei Akten des französischen Komponisten Étienne-Nicolas Méhul. Das Libretto stammt von Nicolas-Julien Forgeot und basiert auf dem Stück Histoire de Gil Blas de Santillane von Alain-René Lesage. Die Uraufführung fand am 5. Dezember 1795 in der Salle Favart I der  Opéra-Comique in Paris statt.

## Handlung
Es geht um eine Liebesgeschichte. Leonore, die  Nichte des Domherren Ambrosio, wird von Banditen entführt und in einer Höhle gefangen gehalten. Schließlich gelingt ihr mit Hilfe einiger Freunde die Flucht durch den Wald. Dabei kommt es zu einigen Auseinandersetzungen mit den Banditen, ehe die Oper einem Happy End entgegensteuert.

## Werkgeschichte
Dieses Werk hatte es von Anfang an schwer sich durchzusetzen. Es gab nur 22 Vorstellungen. Das lag unter anderem auch daran, dass die Oper mit dem gleichnamigen Werk von Jean-François Lesueur nicht konkurrieren konnte. Das 1793 herausgekommene und heute ebenfalls in Vergessenheit geratene Werk Lesueurs war in den 1790er Jahren ein großer Erfolg, zumindest auf den französischen Opernbühnen. Von daher war es vielen Zeitgenossen Méhuls schon vor der Uraufführung von dessen Oper klar, dass diese angesichts des Erfolgs von Lesueurs Werk kaum Chancen haben würde, sich durchzusetzen. Aufführungen in späterer Zeit sind nicht belegt.